# Rio Jalón
Rio Jalón em Terrer
O rio Jalón é curso de água da Espanha, afluente da margem direita do rio Ebro, com 224 km de comprimento. Nasce na vertente setentrional da serra Ministra e desagua próximo da povoação de Alagón.
O curso do rio forma a principal via de comunicação entre a Meseta Central e o Ebro. Até ao final do século XX, estradas e ferrovias entre Madrid e Saragoça seguiram este caminho.

## Etimologia
Segundo E. Bascuas, "Jalón" é uma forma pertencente à hidronímia antiga europeia, e derivada da raiz indo-europeia *sal- 'água corrente, riacho'.